# Заліщук Володимир Васильович
Володимир Васильович Заліщук (нар. 7 листопада 1965, с. Колиндяни, Україна) — український підприємець, громадський діяч, меценат. Депутат Чортківської районної (2010) та Тернопільської обласної (2015) рад. Голова Чортківської районної ради (2012—2014).

## Життєпис
Володимир Заліщук народився 7 листопада 1965 року в селі Колиндянах, нині Колиндянської громади Чортківського району Тернопільської області України.
Закінчив Колиндянську середню школу (1983), Кам'янець-Подільський сільськогосподарський інститут (1990). Працював агрономом АГ «Колиндянський» (1990—2000): директор (2000—2012, від ?), агроном (2014) ПАП «Нічлава».

## Нагороди
- орден Святого Рівноапостольного князя Володимира Великого ІІІ ступеня (2012)[5],
- почесна грамота Верховної Ради України (2016)[6],
- заслужений працівник сільського господарства України (2021)[7].